# Foum Jemaa
Foum Jemaa  (in arabo فم الجمعة‎?) è un centro abitato e comune rurale del Marocco situato nella provincia di Azilal, regione di Béni Mellal-Khénifra. Conta una popolazione di 9 873 abitanti (censimento 2014).